# José Gómez Gayoso
José Gómez Gayoso [àlies Juan, Carlos i López], (Maceda, 28 d'abril de 1909 - Camp de la rata, 6 de novembre de 1948) va ser un mestre i polític comunista gallec, maqui antifranquista, executat a garrot vil durant la dictadura franquista.
Durant la Segona República residia a Vigo, ciutat en la qual era secretari general del Partit Comunista d'Espanya (PCE). A produir-se la revolta militar que va donar origen a la Guerra Civil es trobava en Madrid, va combatre en els diferents fronts contra els revoltats, va ser comissari polític de diverses unitats, va estar a la Unió Soviètica formant-se militarment i se'n va anar a l'exili en Cuba en finalitzar el conflicte, després d'una breu estada en la República Dominicana. Va tornar de nou a 1944 a Madrid via Buenos Aires, després d'un intent fracassat anys abans de tornar per Estats Units. A Madrid va rebre instruccions del PCE d'incorporar-se a Galícia, on va ser nomenat secretari general del PCE a la zona i va realitzar una àrdua labor per reorganitzar la guerrilla antifranquista a Galícia. Al costat d'Antonio Seoane Sánchez, també maquis i altres tres militants del PCE compon una unitat especialment activa fins a finals de 1947. Va ser detingut el 1948, al costat de Seoane i dos altres guerrillers gràcies a la delació d'un desertor, després d'un tiroteig en el qual va resultar greument ferit. Va ser executat a garrot vil a La Corunya després d'un judici sumaríssim el 6 de novembre del mateix any.
Rafael Alberti, en el seu poema Héroes caídos de la Resistencia Española escriví sobre Gayoso i Seoane:
| « | {...} Ahora yo quiero nombrar, no mi nombre, porque el mío es como el de los demás. ¿A quién nombraré primero? Nadie es segundo en mi lengua cuando es de acero el acero Si uno es glorioso, en glorioso al otro no hay quien le gane. Si digo Gómez Gayoso, ya estoy diciendo Seoane. | Canto fuerte, camaradas, compañeros, canto fuerte, aunque esta copla es de muerte sin la garganta apretada. ¡Sangre de Gómez Gayoso, sangre pura, sangre brava, sangre de Antonio Seoane, de Diéguez, de Larrañaga, de Roza, Cristino y Vía, valles de sangre, montañas! (...) | » |